# ノエル・レズリー (ロシズ伯爵夫人)

ロシズ伯爵夫人ノエル・レズリー

ロシズ伯爵夫人ノエル・レズリー（英語: Noël Leslie, Countess of Rothes、旧姓ダイアー＝エドワーディス(Dyer-Edwardes)、後にマクフィー(Macfie)、1878年12月25日 - 1956年9月12日）は、イギリスのスコットランド貴族第19代ロシズ伯爵ノーマン・レズリーの妻。豪華客船タイタニック号に一等船室の乗客として乗船していたことで知られる。

## 経歴
ロンドン・ケンジントンに生まれる。トマス・ダイアー＝エドワーディス(Thomas Dyer-Edwardes)とその妻クレメンタイン・ジョージアナ・ルーシー・ドラモンド・ダイアー＝エドワーディス（旧姓ヴィリアーズ）(Clementina Georgina Lucy Drummond Villiers)の間の娘として生まれる
1900年にスコットランド貴族第19代ロシズ伯爵ノーマン・レズリーと結婚し、以降ロシズ伯爵夫人(Countess of Rothes)の称号を得た。
1912年4月10日、バンクーバーへの旅行のため　従姉妹にあたるグラディス・チェリーやメイド一人と一緒にサウサンプトン港からタイタニック号に一等船室B77の乗客として乗船した。4月14日午後11時40分にタイタニックが氷山に衝突した際にはチェリーとともにBデッキの一等ロビーにいた。船員から救命具を付けてAデッキに上がるよう指示を受けたため、慌てて船室へ戻り、客室係に救命具の場所を尋ねたが、救命具は必要はないと矛盾する説明をされたという。
チェリーやメイドとともに8号ボートに乗ってタイタニックから脱出した。ボートの責任者だった水夫ジョーンズは自分が漕ぎ手に加わる際にはロシズ伯爵夫人に舵取りを任せている。後日の取材でジョーンズはその理由について「あの人のふるまい、人に話しかけるときの静かな、しっかりとした声を聴いたら、ボートに乗っていたどの男よりしっかりしているとわかったんです」と証言している。途中で彼女はチェリーに舵取りを任せると、夫をタイタニックに残して悲観に暮れているペナスコ夫人の隣に座り、一晩中彼女に声をかけて励ました。その後、8号ボートはカルパチア号に救出された。ニューヨークに到着した後、ジョーンズはボートの舷縁についた数字「8」を取り外して額に入れた記念品をロシズ伯爵夫人に贈っている。
1927年3月に夫のロシズ伯が他界し、同年12月には陸軍軍人クロード・マクフィーと再婚した。1956年9月12日にサセックス・ホヴで死去した。77歳。

## 家族
1900年4月19日に第19代ロシズ伯爵ノーマン・イヴリン・レズリー(Norman Evelyn Leslie, 1877-1927)と結婚し、彼との間に以下の2子を儲ける。
- 第1子(長男)マルコム・ジョージ・ダイアー＝エドワーズ・レズリー（英語版） (Malcolm George Dyer-Edwardes Leslie, 1902-1975) 第20代ロシズ伯爵位を継承
- 第2子(次男)ジョン・ウェイランド・レズリー (John Wayland Leslie, 1909-1991)　陸軍軍人

ロシズ伯との死別後の1927年12月22日に陸軍中佐クロード・マクフィー(Claud Macfie, 1878-1963)と再婚した。

## その他
ジェームズ・キャメロン監督の映画タイタニックでは、ロシェル・ローズがロシズ伯爵夫人を演じた。
ジュリアン・フェローズの2012年度のミニシリーズ・タイタニックではパンドラ・コリンが演じたほか、フェローズのドラマシリーズダウントン・アビーでも1話の冒頭でも主人公のグランサム伯爵夫妻が彼女を友人として心配する場面が登場する。